# Jean Forster
Jean Kupsc, coniugata Forster (Melbourne, 16 settembre 1943), è un'ex cestista australiana.

## Carriera
Con l'Australia ha disputato i Campionati mondiali del 1967.